# Chłoniak grudkowy
Chłoniak grudkowy  (ang. follicular lymphoma) – rodzaj chłoniaka B-komórkowego obwodowego. Pod względem częstości występowania stanowi 20–22% wszystkich chłoniaków.

## Obraz kliniczny i patomorfologiczny
Występuje uogólnione powiększenie węzłów chłonnych, splenomegalia, zajęcie szpiku oraz krwi obwodowej.
Dość częste są nacieki pozawęzłowe obejmujące: 
- skórę,
- przewód pokarmowy,
- tkanki miękkie np. jądra, nerki.

Występuje głównie u osób w średnim wieku (mediana – 55 lat)

### Rozpoznanie
Opiera się na stwierdzeniu grudkowego nacieku z centrocytów, w których istnieją rozlane obszary nacieczone przez centroblasty.

### Klasyfikacja złośliwości histopatologicznej
Pod uwagę brana jest liczba centroblastów w polu widzenia:
- typ I - 0-5 centroblastow,
- typ II - 6-15 centroblastów,
- typ III - >15 centroblastów.

## Diagnostyka

### Badanie immunofenotypowe
Stwierdza się ekspresję:
- pan-B,
- CD10,
- zwiększona ekspresja białka BCL-6 oraz białka BCL-2,
- oraz brak markerów,
  - CD5[2],
  - CD23.

### Badanie cytogenetyczne
Typowo stwierdza się translokację t(14;18)(q32;q21) lub w rzadkich wariantach t(2;18)(18;22).

## Leczenie
Leki pierwszego rzutu:
- obecnie w leczeniu pierwszego rzutu szczególnie u osób młodszych stosuje się schemat R-CHOP (przeciwciało monoklonalne anty CD20 - rituksimab, cyklofosfamid, diksorubicyna, winkrystyna, prednizon)
- leki alkilujące: chlorambucyl, cyklofosfamid,
- analogi puryn: fludrabina, kladrybina,

Leczenie składa się w zależności od stopnia zaawansowania Ann Arbor i wskaźnika rokowniczego FLIPI z 2-4 lub 6-8 cykli podawanych w odstępach co 3-4 tygodnie według schematów:
- COP (cyklofosfamid, winkrystyna, prednizon),
- CHOP (cyklofosfamid, doksorubicyna, winkrystyna, prednizon).

## Rokowanie
Chłoniak grudkowy należy do chłoniaków o małym stopniu złośliwości. Chory przeżywa kilka- kilkanaście lat bez leczenia. Jednak może on ulec transformacji w chłoniaka o dużym stopniu złośliwości, który wymaga agresywnego leczenia.
Nie ma możliwości całkowitego wyleczenia chłoniaka grudkowego.

## Klasyfikacja ICD10
| kod ICD10     | nazwa choroby                                                                        |
| ------------- | ------------------------------------------------------------------------------------ |
| ICD-10: C82   | Chłoniak nieziarniczy guzkowy (grudkowy)                                             |
| ICD-10: C82.0 | Z małych wpuklonych (szczelinowatych = cleaved) komórek, guzkowy                     |
| ICD-10: C82.1 | Mieszany z małych wpuklonych (szczelinowatych = cleaved) i wielkich komórek, guzkowy |
| ICD-10: C82.3 | Wielokomórkowy, guzkowy                                                              |
| ICD-10: C82.9 | Chłoniak nieziarniczy, nieokreślony                                                  |